# الفرقة المدرعة الخامسة (ألمانيا)

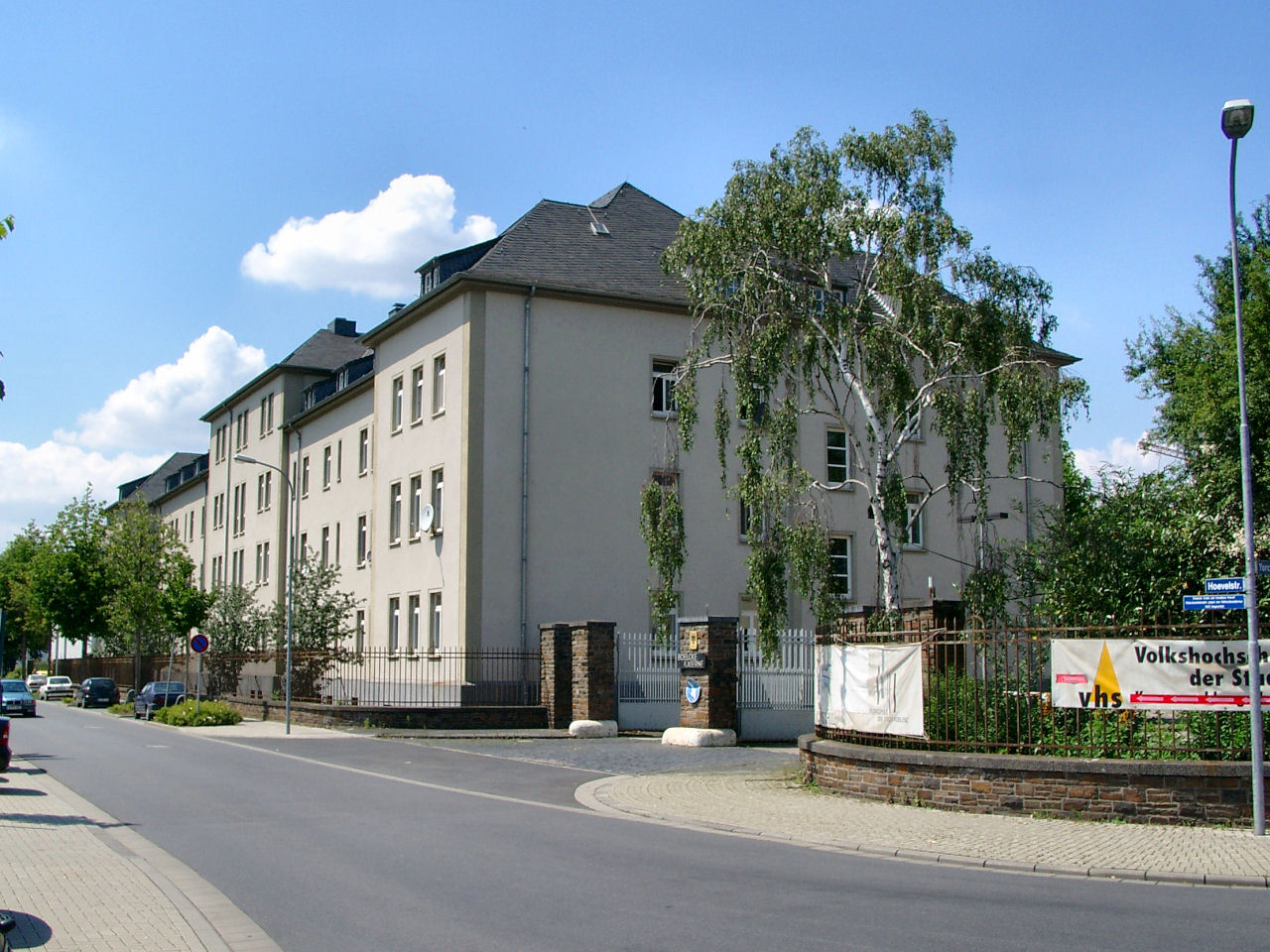
Boelcke Kaserne ، Koblenz ، حيث كانت توجد أجزاء من قوات فرقة فرقة Panzer الخامسة

شعار

الفرقة المدرعة الخامسة ( 5. كان قسم بانزر ) تشكيلًا مدرعًا لألمانيا الغربية. كان جزءًا من الفيلق الثالث في الجيش الألماني، الذي أدرج أيضًا في عام 1985 فرقة بانزرجرينادير الثانية وفرقة بانزر الثانية عشر.  كان الفيلق الثالث جزءًا من مجموعة الجيوش الوسطى للناتو (CENTAG)، جنبًا إلى جنب الفيلق الثاني للبوندسوير والفيلق الأمريكي الخامس والسابع. كان المقر الرئيسي في عام 1985 في ديز / لان، مع ألوية تابعة في ويتزلار (13 بي جي بيدي)، نيوشتاد / ماربورغ (لواء بانزر السادس) وكوبلنز (لواء بانزرجرينادير الخامس عشر).
لعبت دورًا رئيسيًا في الدفاع عن ألمانيا الغربية من الاتحاد السوفيتي خلال الحرب الباردة. تم تشكيل الفرقة في 1 أكتوبر 1956 كجزء من الفيلق الثالث للبوندسوير. في عام 1985، استقبلت الفرقة أيضًا فرقة بانزرجرينادير الثانية وقسم بانزر الثاني عشر. تابعة لمجموعة الجيش المركزي للناتو، دافع الفيلق الثالث عن «منطقة الدفاع الحيوي» للناتو، إلى جانب الفيلق الثاني للجيش الألماني والفيالق الخامس والسابع بالجيش الأمريكي.
بعد سقوط الاتحاد السوفياتي، تم سحب الفيلق السابع الأمريكي وتم إنشاء فيلقين أمريكيين وألماني مجتمعين في منطقة CENTAG السابقة. كجزء من هذا الترتيب، تم وضع الفرقة المدرعة الخامسة إدارياً تحت V Corps (الولايات المتحدة) لأغراض الدفاع الرئيسية. وهذا يعني أنه في حالة توقع هجوم من الشرق، فإن الانقسام سيقع تحت سيطرة الولايات المتحدة. وفي الوقت نفسه، سيقع قسم أمريكي بالمثل تحت سيطرة الفيلق الثاني أو الثالث الألماني. أرسل بانزر الخامس بعض وحداتهم إلى يوغوسلافيا في عام 1990. وفقا لقيود الميزانية الألمانية تم حل فرقة بانزر الخامسة إلى أجل غير مسمى في 30 يونيو 2001.

## الضباط القادة
- اللواء الرائد هاينريش بارون فون بيهر ، 1 أكتوبر 1956 - 7 ديسمبر 1959
- اللواء الرائد غونتر بيب ، 1 أبريل 1960 - 30 يونيو 1962
- اللواء الرائد ألبرت شنيز ، 1 أكتوبر 1962 - 31 مارس 1965
- اللواء الرائد هاينز هوكلهايم ، 1 أبريل 1965 - 30 سبتمبر 1967
- اللواء الرائد بيرند فريتاج فون لورينجهوفن ، 1 أكتوبر 1967 - 30 أبريل 1969
- اللواء الرائد هانز جواكيم فون هوبفغارتين ، 1 مايو 1969 - 9 سبتمبر 1970
- اللواء الرائد هاينز جورج ليم ، 10 سبتمبر 1970 - 15 يناير 1974
- اللواء الرائد كورت فون دير أوستن ، 15 يناير 1974 - 26 سبتمبر 1975
- اللواء الرائد هورست وينر ، 27 سبتمبر 1975 - 30 سبتمبر 1979
- اللواء الرائد فيرنر هايد ، 1 أكتوبر 1979 - 7 سبتمبر 1980
- اللواء الرائد جوتز ماير ، 5 ديسمبر 1980 - 30 سبتمبر 1982
- اللواء فرانز أوهل ويتلر ، 1 أكتوبر 1982-11 يوليو 1984
- اللواء الرائد فيلهلم جاكوبي ، 11 يوليو 1984 - 30 نوفمبر 1986
- اللواء الرائد بيتر رود ، 1 ديسمبر 1986 - 30 سبتمبر 1991
- اللواء الرائد ديتر ستوكمان ، 1 أكتوبر 1991 - 24 يونيو 1993
- العميد كلاوس فون هيميندال ، 1 تشرين الأول / أكتوبر 1993 - 31 آذار / مارس 1994
- اللواء هنريبرت جوتلمان ، 1 أبريل 1994 - 31 مارس 1995
- اللواء الرائد كلاوس فروحابر ، 1 أبريل 1995 - 30 سبتمبر 1997
- اللواء الرائد فيرنر ويدر ، 1 أكتوبر 1997 - 31 مارس 1998
- اللواء الرائد هولغر كامرهوف ، 1 أبريل 1998-2000
- اللواء الرائد أكسل بورغنر ، 2000 - 30 سبتمبر 2001